# Paolo Uccello
Paolo di Dono di Paolo, dit Paolo Uccello, né en 1397 à Florence et mort en 1475 dans la même ville, est un peintre florentin de la Première Renaissance.

## Biographie
Paolo Uccello, le fils de Dono di Paolo, chirurgien et barbier, et d'Antonia di Giovanni del Beccuto, fait partie des peintres du Quattrocento ayant marqué l'histoire par sa maîtrise des nouvelles règles de la perspective. Tout d'abord apprenti chez Lorenzo Ghiberti entre 1407 et 1414 environ, il y fait la connaissance d'artistes de renom tels que Masolino, Donatello et Michelozzo. Il participe à cette époque aux finitions de la porte du Baptistère de Florence réalisées par ce dernier. Après avoir reçu les formations de peintre, sculpteur, orfèvre et architecte, il rejoint en 1424 la Compagnie des peintres de San Luca et sera appelé un an plus tard à refaire les mosaïques de la basilique de San Marco (Venise) détruites par un incendie. En 1432 c'est à la réalisation du dôme de l'église Santa Maria del Fiore qu'il travaille. Il reçoit sa première commande monumentale en 1436 et réalise donc la fresque du Monument équestre dédié au condottiere anglais John Hawkwood. Tout au long de sa vie, il fait de ses recherches sur la perspective, une vraie passion allant parfois jusqu'à l'obsession. Cela lui vaudra les critiques de ses contemporains et son surnom, Uccello (« oiseau »), sans doute pour ses lubies et son étourderie, puisque l'on prête en Toscane aux oiseaux ce caractère obstiné.
Cependant cette histoire pourrait être une légende, il pourrait appartenir à une ancienne famille florentine exilée à Bologne, les Ucceli. Ce surnom pourrait aussi lui venir de sa participation au tout début de sa carrière, à la Porte du Paradis (la porte du Baptistère de Florence) sous la direction de Ghiberti, où il aurait réalisé une frise représentant des oiseaux.
Il utilise souvent le raccourci pour traiter les formes et joue de cette technique jusqu'à donner un caractère fantastique à certaines de ses œuvres.
D'après les écrits (Le Vite) de Giorgio Vasari, Paolo Uccello finit ses jours en 1475 « seul, excentrique, mélancolique et pauvre ».

## Quelques œuvres

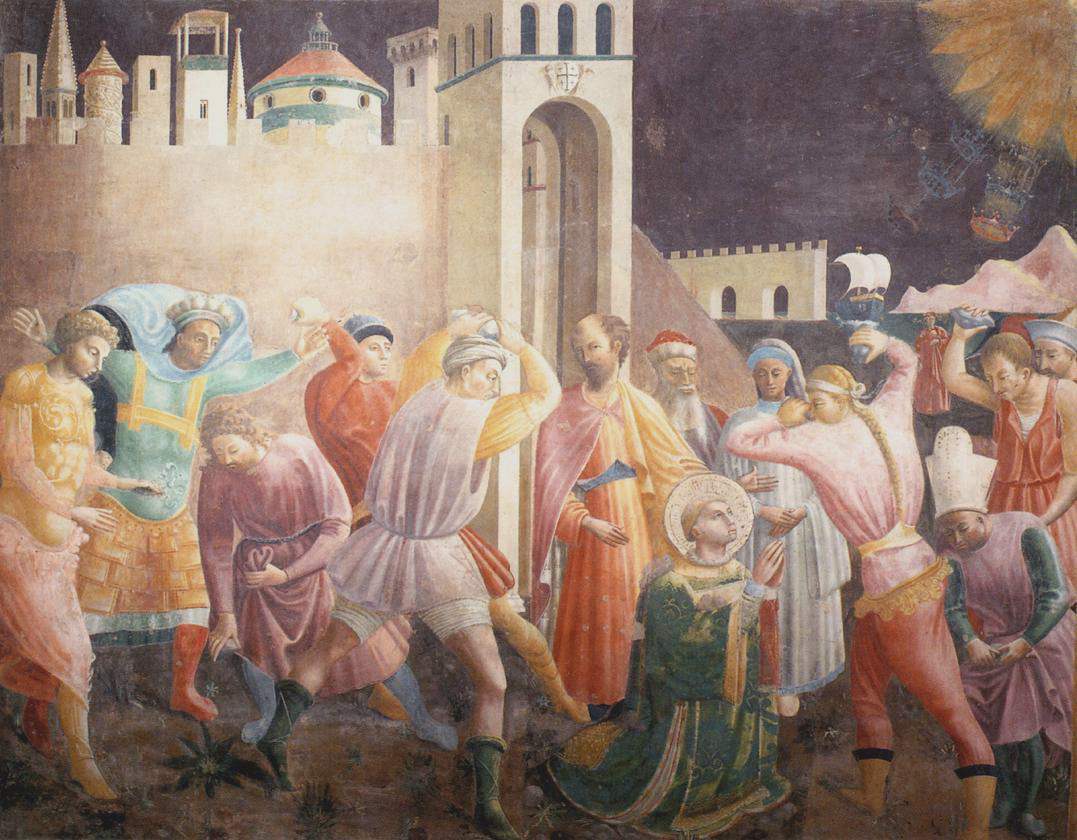
Lapidation de saint Étienne. Fresque, Duomo, Prato. 1435
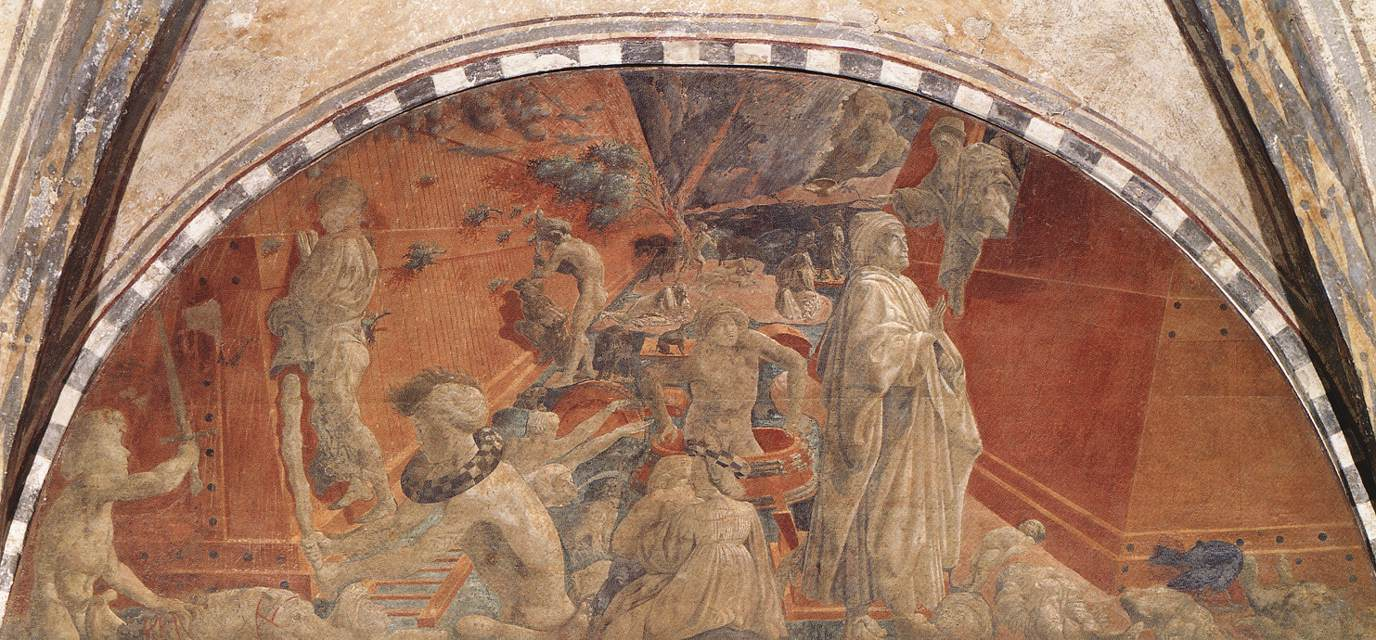
Le Déluge. Chiostro Verde, Basilique Santa Maria Novella. 1446-1448
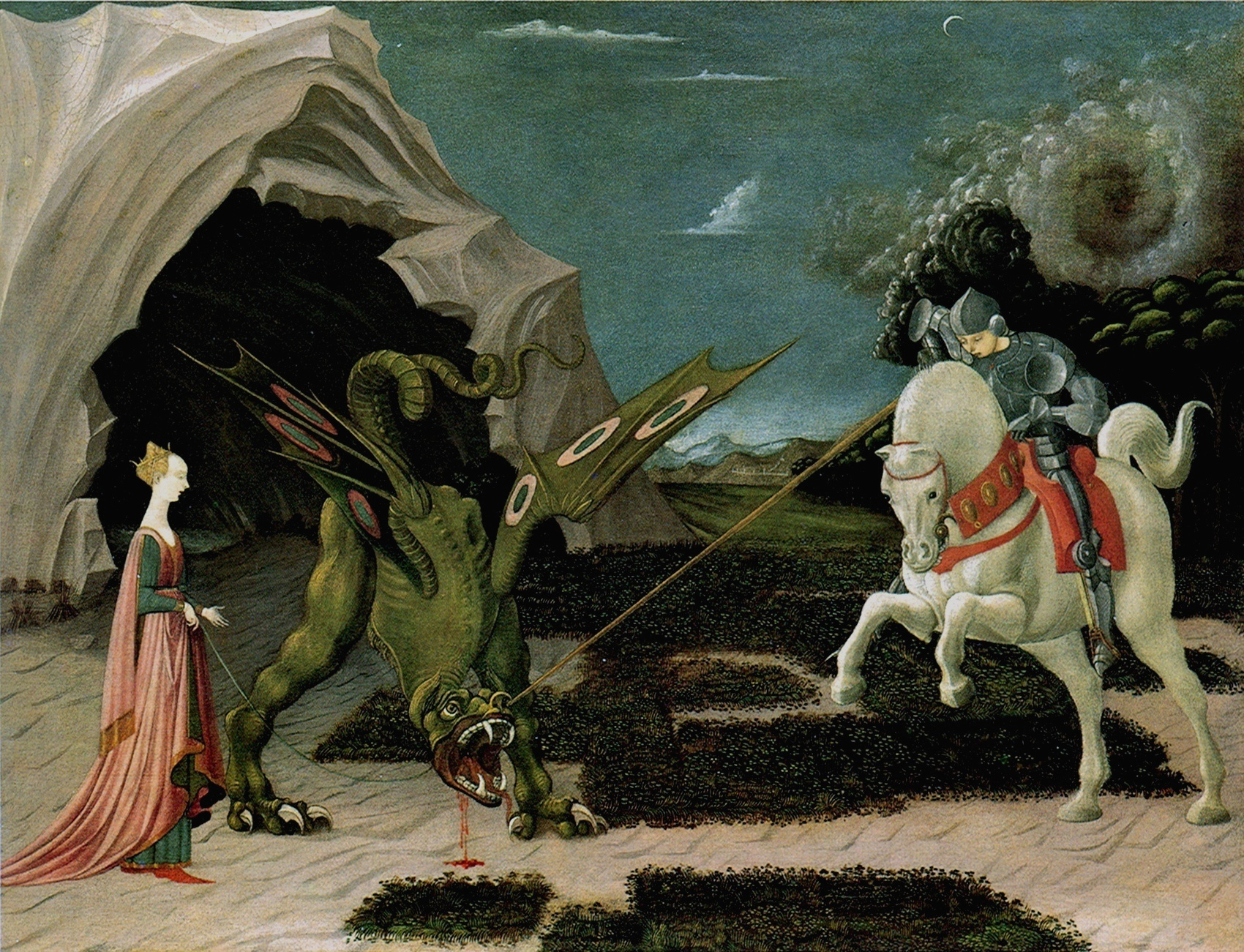
Saint Georges terrassant le dragon, 1450-1455 (Londres, National Gallery).

### Principales

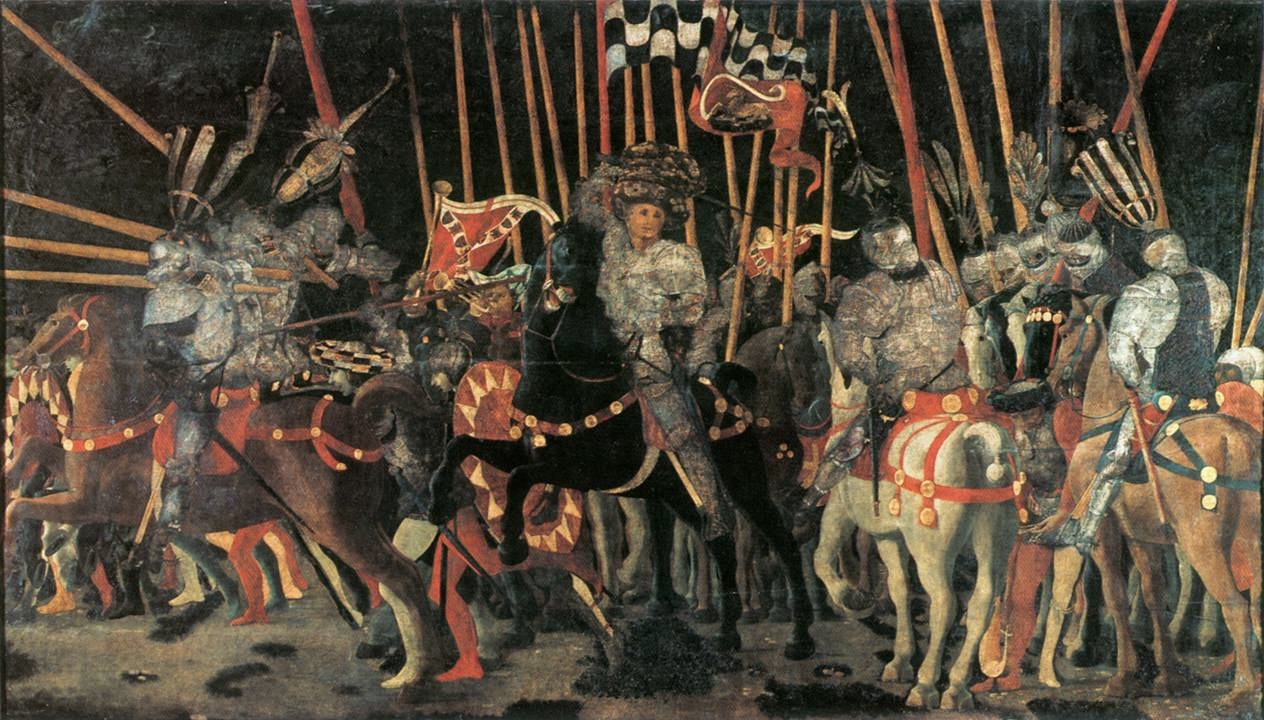
La Bataille de San Romano : un des trois panneaux dispersés dans le monde
La contre-attaque de Micheletto da Cotignola (1455), Musée du Louvre

- Saint Georges et le Dragon (vers 1470[1], détrempe sur bois, 52 cm × 90 cm, National Gallery, Londres, Angleterre)
- Le Déluge (1446-1448, Chiostro Verde de Santa Maria Novella, Florence, Italie) : cette peinture murale est une expérience de Paolo Uccello sur la représentation où il va chercher les limites de la perspective en l'accentuant à son maximum.
- La Bataille de San Romano (détrempe sur peuplier, 182 cm × 320 cm) : 
C'est une œuvre en trois panneaux indépendants exécutée entre 1455 et 1460 et l'une des plus connues de Paolo Uccello. Commandée par les Médicis, cette peinture représente cette bataille de 1432 qui est une scène de l'histoire de Florence. Les trois épisodes de cet évènement sont aujourd'hui répartis dans trois lieux[2] : 
  - en Italie au musée des Offices de Florence, Bernardino della Ciarda désarçonné,
  - en Angleterre à la National Gallery de Londres, Niccolo Mauruzi da Tolentino à la tête de ses troupes,
  - en France au musée du Louvre de Paris, La Contre-Attaque de Micheletto Attendolo da Cotignola.

- La Thébaïde (ou Scene della vita di santi e di alcuni monaci), Galleria dell'Accademia de Florence,  peinte entre 1450 et 1475, est une large fresque représentant la vie de saints et de quelques moines[3].

### Liste chronologique
- Annonciation (env. 1420–1425) - Ashmolean Museum, Oxford
- La Création et la  Chute (env. 1424–1425) -  Chiostro Verde, église Santa Maria Novella, Florence
- Adoration des mages (env. 1431–1432) - Staatliche Kunsthalle, Karlsruhe
- Saint Georges et le dragon[4] (env. 1431) - National Gallery of Victoria, Melbourne
- Polyptyque (env. 1433) - Museo Arcivescovile di Castello, Florence
- Fresques de la chapelle dell' Assunta[5] (env. 1434–1435) - Duomo, Prato
- Sainte Religieuse avec deux enfants priant  (env. 1434–1435) - Collection Contini-Bonacosi, musée des Offices, Florence
- Monument équestre de Sir John Hawkwood[6] (Giovanni Acuto)   (env. 1436), fresque - Duomo, Florence
- La Bataille de San Romano, trois panneaux dispersés entre la National Gallery, le musée du Louvre et le musée des Offices
- Saint Georges terrassant le dragon (env. 1439–1440) - Musée Jacquemart-André, Paris
- Panneau d'horloge avec  prophètes et évangélistes (1443) - Duomo, Florence
- Résurrection (1443-1444) - vitrail, Duomo, Florence
- Nativité (1443-1444) - vitrail, Duomo, Florence
- Histoire de Noé[7] (env. 1447) -  Chiostro Verde, Santa Maria Novella, Florence
- Scènes de la vie monastique (env. 1447–1454) - basilique San Miniato al Monte, Florence
- Crucifixion (env. 1457–1458) - Thyssen-Bornemisza Collection, Madrid
- Vie des saints pères dite aussi La Thébaïde (env. 1460–1465) - Galleria dell'Accademia de Florence
- Le Miracle de l'hostie profanée (1467–1468),  prédelle en 6 scènes, Galleria Nazionale delle Marche, palais ducal, Urbino
- La Chasse de nuit[8] (env. 1470) - Ashmolean Museum, Oxford
- Saint Georges et le Dragon (vers 1470) - Londres, National Gallery.

### Filmographie
- Vacarmes en Toscane, Paolo Uccello d'Alain Jaubert, collection Palettes. Considérations sur le peintre, en particulier sur la Bataille de San Romano.